# 大倉直介
大倉 直介（おおくら なおすけ、1884年（明治17年）9月4日 - 1953年（昭和28年））は、明治末から昭和期の建築技術者、実業家。大倉火災海上保険社長などを務めた。

## 経歴
東京府麻布区麻布市兵衛町（現東京都港区）で、旧新発田藩主・溝口直正の次男として生まれた。1910年7月、東京帝国大学工科大学建築学科を卒業し、陸軍技師となる。1914年3月に退官した。
1914年、同郷の実業家・大倉喜八郎の妹みちの養子となり大倉に改姓。1915年、大倉組に入り会計部で勤務。1919年、大倉組ロンドン支店に異動。1922年、大倉商事保険部長に就任し、1926年、同監査役、1928年、大倉火災海上保険常務取締役を経て、1935年、同社長となり1943年頃まで在任。その他、昭和化工（株）取締役、同監査役、日本自動車取締役なども務めた。

## 註釈
1. 1 2 3 4 5 6 7 8 9 10  『日本近代建築人名総覧』234頁。
2. 1 2  『平成新修旧華族家系大成 下巻』683頁。
3. 1 2 3  『人事興信録 第8版』オ86-87頁。
4. ↑  『官報』第491号、大正3年3月20日。